# Adeloneivaia apicalis
Adeloneivaia apicalis är en fjärilsart som beskrevs av Eugène Louis Bouvier 1927. Adeloneivaia apicalis ingår i släktet Adeloneivaia och familjen påfågelsspinnare. Inga underarter finns listade i Catalogue of Life.